# Charles Boudeville
Pour les articles homonymes, voir Boudeville (homonymie).
Charles Boudeville est un homme politique français né le 23 septembre 1824 à Méru (Oise) et décédé le 22 février 1895 à Méru.
Pharmacien à Méru, il est adjoint au maire en 1867 puis maire en 1870. Il est conseiller général et député de l'Oise de 1877 à 1885 et de 1889 à 1895, inscrit au groupe de l'Union républicaine. 

## Sources
- « Charles Boudeville », dans Adolphe Robert et Gaston Cougny, Dictionnaire des parlementaires français, Edgar Bourloton, 1889-1891 [détail de l’édition]